# عماد جاسم
عماد جاسم (انگلیسی: Emad Jassim؛ زادهٔ ۱۷ اوت ۱۹۶۰) بازیکن فوتبال اهل عراق بود.
وی همچنین در تیم ملی فوتبال عراق بازی کرده‌است.